# Симфонический оркестр Северной марки
Симфонический оркестр Северной марки (нем. Nordmark-Sinfonie-Orchester) — западногерманский симфонический оркестр, действовавший в 1945—1974 гг.
Был создан как Фленсбургский муниципальный оркестр (англ. Flensburg Municipal Orchestra) после Второй мировой войны во Фленсбурге по указанию британской оккупационной администрации, первоначально ради концертов для британских военнослужащих и раненых в госпитале. Коллектив возглавил последний руководитель работавшего ранее в городе Оркестра Приграничья Отто Милер. Первый открытый для публики концерт состоялся 15 сентября 1945 года в спортзале Мюрвикской морской школы, а уже в сезоне 1946—1947 гг. оркестр дал 18 симфонических концертов.
В 1950 году городской совет Фленсбурга принял решение о роспуске оркестра по финансовым причинам. Однако генеральмузикдиректор Фленсбурга Генрих Штайнер нашёл возможность сохранить коллектив, реорганизовав его управление в качестве межмуниципального проекта (так называемое объединение целевого назначения). На протяжении более двух десятков лет Штайнер успешно руководил оркестром, концертируя по всей земле Шлезвиг-Гольштейн. Практиковались также просветительские программы для студентов, регулярные совместные выступления с базирующимся по другую сторону германско-датской границы Симфоническим оркестром Южной Ютландии, летние концертные программы в Вестерланде. Оркестр записал ряд сочинений Эдварда Грига, Юхана Свенсена, Франца фон Зуппе, Александра Глазунова.
Экономические трудности в сезоне 1972—1973 гг. привели к тому, что вновь возникла необходимость реорганизации, в результате которой в 1974 г. Симфонический оркестр Северной марки был объединён с несколькими другими коллективами в Шлезвиг-Гольштейнский симфонический оркестр, аффилированный с Шлезвиг-Гольштейнским земельным театром.